# Poetyka (Arystoteles)
Poetyka (gr. Περὶ ποιητικῆς, Peri poietikēs, właściwie O sztuce poetyckiej), ok. 335 p.n.e. – niezachowane w całości dzieło Arystotelesa przedstawiające teorię struktury i odbioru dzieła literackiego. Pierwszy w historii podręcznik poetyki opisowej i poetyki normatywnej. Arystoteles charakteryzuje literaturę („poezję”, do której filozof nie włącza jednak liryki) jako sztukę mimetyczną (naśladowczą) oraz opisuje jej trzy gatunki: tragedię, epos oraz komedię. W zachowanej części traktatu brakuje omówienia tej ostatniej, której prawdopodobnie poświęcono zaginioną księgę drugą. Z antycznych źródeł wynika, że Arystoteles napisał wiele innych dzieł poświęconych poetyce i konkretnym utworom poetyckim. Żadne z nich nie ocalało.
Poglądy Arystotelesa są pośrednią polemiką z trzecią księgą dialogu Państwo Platona, gdzie Platoński Sokrates próbuje dociec istoty poezji. Platon krytycznie wyrażał się o poetach („z lichym pierwiastkiem obcuje i lichotę tworzy”), którzy naśladują rzeczy imitujące idee. Arystoteles docenił natomiast twórcę i jego naśladowniczy wytwór, ponieważ pozwala nam on na generalizacje i lepsze zrozumienie świata. Filozof odciął się jednocześnie od poglądu, jakoby sztuka literacka miała służyć moralizowaniu bądź celom politycznym.
Poetyka jest ostatnim dziełem w Corpus Aristotelicum, obejmującym strony od 1447a. Najważniejszy grecki odpis dzieła to tzw. Parisinus 1471, który wywodzi się z okolicy roku 1000 n.e. i przechowywany jest obecnie w Paryżu. Kluczowe dla rekonstrukcji Poetyki były także łacińskie tłumaczenie Wilhelma z Moerbeke z 1278 r. oraz arabskie tłumaczenie Abu Biszr Matty ibn Junusa ze schyłku dziewiątego wieku (oparte na wcześniejszym przekładzie syryjskim). Współczesną kanoniczną wersję greckiego tekstu wydano w 1965 r. w serii Oxford Classical Texts pod redakcją Rudolfa Kassela.

## Pojęcia poetyki i poezji
Poetyka nie posiada tytułu we współczesnym rozumieniu tego słowa, gdyż w starożytnej Grecji nie zwykło się ich nadawać traktatom. Sformułowanie Peri poietikēs (O sztuce poetyckiej) pojawia się natomiast na początku pierwszego zdania dzieła, by zakomunikować czytelnikowi, z jakim tematem będzie miał do czynienia.
Słowo poiētikē oznacza „produktywna”, „pomysłowa”. Wywodzi się z czasownika poein, który tłumaczy się na „wytwarzać” i który pierwotnie miał znaczenie dużo szersze niż „tworzenie poezji”. Analogicznie rzeczownik poiētēs nie oznaczał „poety”, lecz „wytwórcę” (w rzemieślniczym sensie tego słowa). Jednak jeszcze przed Arystotelesem zaczęto używać powyższych wyrazów do określania pisarzy i ich sztuki. Miano ho poiētēs – Wytwórcy – przypadło na przykład Homerowi, a technē poiētikē, czyli „rzemiosło wytwórcze”, stało się z czasem „sztuką poetycką”. Już w dialogu Gorgiasz Platon określa działalność pisarską jako poiētikē, a jej wytwór, pisarstwo, jako poiēsis. W traktacie Poetyka Arystoteles traktuje tytułowe zagadnienie poniekąd jako rzemieślniczy fach, i choć przyznaje, że trzeba do niego talentu (rozdz. 17, 1455a), nie wspomina nigdzie o natchnieniu, wenie lub muzach. Właśnie od tytułu dzieła wywodzi się nazwa późniejszej dziedziny badań literackich – poetyki.
„Poezja” u Arystotelesa nie obejmuje liryki, choć ta istniała już podówczas jako rodzaj literacki. Przyczyn można upatrywać w jej pośledniej roli w życiu literackim starożytnych Aten. Utwory liryczne nie posiadały poza tym ważnej dla Arystotelesa fabuły, a ich okolicznościowy charakter plasował lirykę bliżej retoryki niż „poezji”. Najważniejszymi przykładami literatury są dla Arystotelesa tragedia, epos i komedia. W pierwszym rozdziale traktatu pojawia się jednak wyraźna sugestia, że do „poezji” moglibyśmy zaliczyć również taniec i muzykę, gdyż posługują się one poetyckimi środkami wyrazu: rytmem i melodią.

## Struktura dzieła
Przyjęło się dzielić Poetykę na 26 (krótkich) tematycznych rozdziałów, choć podziału tego nie dokonał sam Arystoteles. Pięć pierwszych (1447a-1450a) dokonuje ogólnego omówienia „poezji”. Arystoteles wprowadza tam kluczowe pojęcie mīmēsis (naśladownictwa) i rozważa pochodzenie literatury. Joe Sachs podkreśla, że mīmēsis nie należy rozumieć jako udawania albo kopiowania powszednich czynności, lecz jako naśladowanie etycznej praktyki przy pomocy wyobraźni. Prawdziwa poetycka mīmēsis z wulgarnego naśladownictwa tylko się wywodzi, tak jak filozofia wywodzi się z patrzenia. Słowami Badiou teatr stanowi reprezentację wyjątkowych, subiektywnych doświadczeń.
Najobszerniejsza, środkowa część Poetyki (rozdz. 6-22, 1450a-1458b) poświęcona jest tragedii. Przedstawiwszy jej najważniejsze składniki w rozdziale szóstym autor przez wiele rozdziałów analizuje cechy fabuły, mythosu (7-18). Zdecydowanie mniej miejsca zajmuje wykład na temat postaci, wpleciony zresztą w rozważania fabularne (13-15). Rozdziały 19-22 zajmują się myślą i językiem, które to składniki tragedii Arystoteles traktuje bardziej jako retoryczne niż poetyczne. O wrażeniach wzrokowych i pieśniach wspomina tylko przelotnie (odpowiednio, na początku rozdziału 14 i na końcu rozdziału 18).
Cztery ostatnie rozdziały poświęcone są eposowi (1458b-1462b). Autor porównuje go z tragedią oraz odpowiada na zarzuty wytaczane Homerowi.

## Streszczenie poszczególnych rozdziałów
Arystoteles używa w Poetyce wielu przykładów literackich podchodzących z blisko trzydziestu tragedii starogreckich (zachowało się tylko sześć z nich). Poniższe streszczenie wszystkie przykłady pomija.
1. Poezja jest naśladownictwem (mīmēsis), które posługuje się rytmem (rhythmos), słowem/językiem (logos) i melodią (melōidía). Samo pisanie wierszem nie czyni dzieła poezją. Do poezji należą przykładowo dytyramb, nomos, tragedia i komedia.
2. Poezja przedstawia ludzi, którzy są lepsi (tragedia), gorsi (komedia) lub tacy sami jak my.
3. Poezja może naśladować poprzez opowiadanie (epos) lub przy pomocy aktorów (dramat). Arystoteles spekuluje na temat etymologii słów „dramat” i „komedia”.
4. Poezja bierze się z ludzkiej potrzeby i radości naśladowania, a także z poczucia rytmu. Ludzie poważni mają skłonność do pisania tragedii (która wywodzi się z eposu), a ludzie dowcipni – do komedii (która wywodzi się z wierszy jambicznych). Homera trzeba uznać nie tylko za najwybitniejszego z twórców poważnych, ale także za tego, który przyczynił się do powstania komedii.
5. Komedia naśladuje ludzi gorszych od nas, ale niekoniecznie złych.
6. Definicja tragedii: Tragedia jest to naśladowcze przedstawienie akcji poważnej, skończonej i posiadającej [odpowiednią] wielkość, wyrażone w języku ozdobnym, odmiennym w różnych częściach dzieła, przedstawienie w formie dramatycznej, a nie narracyjnej, które przez wzbudzenie litości i trwogi doprowadza do „oczyszczenia” (katharsis) tych uczuć[6]. Tragedia składa się z sześciu „jakościowych” elementów (por. „ilościowe” elementy w rozdziale 12). Począwszy od najważniejszego są to: konstrukcja fabularna (mythos), charaktery postaci (ethos), ich myśli, czyli treść wypowiedzi (dianoia), język, czyli forma wypowiedzi (lexis), pieśni (melos) oraz wrażenia wzrokowe (opsis). Bez fabuły nie obejdzie się żadna tragedia.
7. Fabuła musi posiadać początek, środek oraz koniec. Winna być do pewnego stopnia rozbudowana, ale zarazem dać się ogarnąć w całości.
8. Fabuła musi być zwarta i pozbawiona luźnych epizodów.
9. Autor nie przedstawia zdarzeń prawdziwych, lecz fikcyjne, choć zgodne z zasadami konieczności i prawdopodobieństwa. Utwór zamiast kłaść nacisk na szczegóły powinien opowiadać ogólnie o ludzkich skłonnościach. Tragedii bliżej przez to do filozofii niż do historii. Arystoteles odradza fabułę epizodyczną (por. rozdz. 8). Fabuła powinna posiadać wiarygodny moment zaskoczenia.
10. Fabuła może być prosta lub złożona, czyli zawierać perypetię (peripéteia) i/albo rozpoznanie zwane anagnoryzmem (anagnōrismós).
11. Przez perypetię rozumie się niespodziewany, ale wiarygodny zwrot akcji (por. rozdz. 9). Rozpoznanie prowadzi natomiast do gwałtownej zmiany nastawienia jednego bohatera względem drugiego. Obok perypetii i rozpoznania w fabule może także pojawić się cierpienie.
12. Tragedia składa się z następujących „ilościowych” elementów: prologu, epejsodiów, eksodosu i partii chóru (które dzielą się na parodos i stasima).
13. Fabuła może opisywać złą dolę złej postaci, szczęśliwą dolę złej postaci i złą dolę dobrej postaci. Efekt tragiczny uzyskuje się wtedy, gdy postać dobra, choć nie bez skazy, popełnia poważny błąd (hamartia), który obraca jej szczęście w nieszczęście. Fabuła powinna być poza tym złożona (por. rozdz. 10) i wywoływać litość oraz trwogę (por. rozdz. 14).
14. Litość i trwogę u widza należy powodować fabułą, a nie spektakularnymi środkami scenicznymi. Złe rzeczy muszą zachodzić między osobami sobie bliskimi, nie obcymi lub będącymi nieprzyjaciółmi. Bohater może uczynić krzywdę komuś bliskiemu będąc tego świadom; może powstrzymać się od wyrządzenia krzywdy komuś bliskiemu; może wyrządzić komuś krzywdę i dopiero potem zorientować się, że postąpił tak wobec bliskiej sobie osoby; może wreszcie w porę zorientować się, że ma do czynienia z kimś bliskim i powstrzymać się od uczynienia jej krzywdy. Wskazana jest ostatnia opcja.
15. Charakter postaci musi wyrażać się w słowach i uczynkach. Musi też zgadzać się z jej płcią i rolą społeczną. Postać powinna być podobna do nas, byśmy mogli się z nią utożsamiać. Autor musi ją przedstawiać konsekwentnie (a jeśli ona sama jest niekonsekwentna – konsekwentnie w jej niekonsekwencji). Należy wystrzegać się rozwiązań fabularnych typu deus ex machina.
16. Rozpoznanie (jednej postaci przez inną) nie może sprawiać wrażenia wymuszonego, nie powinno też odbywać się w oparciu o jakiś znak szczególny. Lepiej, żeby doszło do niego na drodze przypomnienia lub wnioskowania; najlepiej, jeśli rozpoznanie wynika naturalnie z fabuły.
17. Dobry pisarz musi mieć żywą wyobraźnię zarówno jeśli chodzi o sceny, jak i o psychikę bohaterów. Pozwoli mu to m.in. unikać sprzeczności. Dlatego też nie wszyscy nadają się na poetów – potrzeba talentu albo odrobiny szaleństwa. Twórca powinien najpierw naszkicować fabułę w zarysie i dopiero potem wypełnić go detalami.
18. Tragedia składa się z „supła” (dylematu), który trwa od początku do rozpoznania, i z rozwiązania, które trwa od rozpoznania do końca utworu. Pisarzom łatwiej przychodzi zawiązywanie fabularnych supłów niż ich rozplątywanie. Istnieje kilka rodzajów tragedii: niektóre są zbudowane w całości wokół zwrotu akcji i rozpoznania, inne pełne są cierpienia, jeszcze inne polegają na wyrazistych postaciach. Dobry pisarz musi radzić sobie z każdym typem. Fabuła tragedii powinna być zwarta, nie epizodyczna jak epos (por. rozdz. 8). Musi przemawiać do odbiorcy: na przykład niech mądra, ale zła postać padnie ofiarą oszustwa; albo niech odważny, lecz nieuczciwy bohater poniesie porażkę. Partie chóru winny stanowić integralną część fabuły.
19. Myśl (rozumiana jako składnik tragedii, por. rozdz. 6) jest dziedziną retoryki, nie poetyki. Z kolei sztuka aktorska nie zalicza się do języka (także rozumianego jako składnik tragedii).
20. Przegląd kategorii językowych: głoska, sylaba, spójniki, rzeczownik, czasownik, odmiana gramatyczna, wyrażenia.
21. Przegląd typów wyrazów: proste i złożone; pospolite i dialektyczne; podniosłe i neologizmy; rozszerzone, skrócone i zmienione. Rozważane są również rodzaje gramatyczne rzeczowników. Najwięcej uwagi poświęca się metaforze, którą Arystoteles definiuje następująco: Metafora jest to przeniesienie nazwy jednej rzeczy na inną: z rodzaju na gatunek, z gatunku na rodzaj, z jednego gatunku na inny, lub też przeniesienie nazwy z jakiejś rzeczy na inną na zasadzie analogii.
22. Język w utworze musi być przejrzysty, ale nie prosty; podniosły, ale nie niezrozumiały. Pisarz musi wykazać się wyczuciem, szczególnie jeśli chodzi o metafory. Sztuka stosowania przenośni polega na umiejętności odkrywania podobieństw. Nadmiar metafor zamieni jednak utwór w zagadkę, a nadmiar wyrażeń dialektycznych – w barbaryzm. Dla brzmienia eposu kluczowe są wyrazy podniosłe.
23. Podobieństwa między eposem a tragedią: zwarta fabuła (choć epos może także posiadać epizody); nacisk na bohaterów; zwroty akcji, rozpoznania i cierpienie; staranny język.
24. Cechy szczególne eposu: nie zawiera pieśni i nie wywołuje wrażeń wzrokowych; jest dłuższy i pisany wierszem (optymalna długość eposu to trzy długości typowej tragedii); akcja może składać się z kilku wątków prowadzonych równolegle; treść eposu może być bogatsza i bardziej niewiarygodna, gdyż nie trzeba jej wystawiać na scenie; język musi być szczególnie staranny w wolniejszych partiach tekstu, gdzie nie przedstawia się ani bohaterów, ani ich myśli. Lepiej, żeby fabuła zawierała element w gruncie rzeczy niemożliwy, lecz pozornie prawdopodobny, niż w gruncie rzeczy możliwy, ale pozornie nieprawdopodobny.
25. Krytycy wytykają utworom Homera niemożliwość, nieprawdopodobieństwo, szkodliwość, sprzeczność i pogwałcenie zasad sztuki pisarskiej. Ich zarzuty zasadzają się jednak na niezrozumieniu, że pisarz naśladuje rzeczy nie tylko takimi, jakie są, ale także takimi, jakie powinny być lub takimi, jakie są według opinii innych ludzi. Poza tym krytycy źle odczytują homeryckie metafory. Wreszcie należy pamiętać o tym, że normy poetyckie różnią się od norm politycznych oraz norm należących do innych dziedzin życia.
26. Porównanie eposu i tragedii: Aktorzy niekiedy przesadzają w swojej grze, co nadaje tragedii wulgarności. Winę ponosi jednak nie sama tragedia, ale właśnie złe aktorstwo. Zarazem odgrywania scenicznego nie należy potępiać bez wyjątku, gdyż wtedy musielibyśmy potępić także taniec. Tragedia nie musi zresztą być wystawiana, nadaje się także do czytania – z kolei czytanie na głos lub odśpiewywanie eposu także naraża go na wulgarność. Tragedia zawiera wszystko to, co epos, i więcej (pieśni). Odznacza się większą zwartością fabuły, a jej odbiór zabiera mniej czasu. Arystoteles przyznaje ostrożnie tragedii wyższość nad eposem.

## Definicja tragedii ikatharsis
Pojęcie „oczyszczenia” (katharsis), które zawdzięczamy Arystotelesowi, pojawia się w Poetyce tylko dwa razy, przede wszystkim w klasycznej definicji tragedii w rozdziale szóstym (1449b). Dowiadujemy się stamtąd, że „przez wzbudzenie litości i trwogi [tragedia] doprowadza do >>oczyszczenia<< tych uczuć”. Konieczność wzbudzania „litości i trwogi” przez tragedię autor podkreśla jeszcze wielokrotnie, lecz rzetelne omówienie obydwu afektów znajduje się w jego Retoryce. Litość (eleos) to „rodzaj cierpienia spowodowanego złem, które wydaje się niszczące albo bolesne i które dotyka kogoś, kto na nie nie zasłużył, a które może dotknąć nas samych, albo naszych bliskich, w niedalekiej przyszłości”. Trwoga (fobos) przedstawiona jest jako „pewne nieprzyjemne uczucie niepokoju wywołane wyobrażeniem, że stoi się przed niszczącym lub bolesnym wypadkiem”.
Definicja tragedii pozostaje jednak pod kilkoma względami niejasna. Na przykład jej kluczowy fragment da się także przetłumaczyć jako „oczyszczenie z tych uczuć”. Arystoteles mógł więc mieć na myśli zarówno „pozbycie się” litości i trwogi, jak i ich swoiste „udoskonalenie”. Nie wiadomo poza tym, czy chodziło mu wyłącznie o litość i trwogę, czy również o inne, podobne afekty.
Joe Sachs podaje w wątpliwość tak daleko idące rozszerzenie Arystotelesowskiej formuły. Według niego litość i trwoga są dla tragedii uczuciami fundamentalnymi; co więcej, tragedia musi oddziaływać na oba jednocześnie. Litość bez trwogi da nam bowiem sentymentalny wyciskacz łez, który odwróci uwagę od rzeczywistej ludzkiej krzywdy, trwoga bez litości natomiast – gloryfikujący okrucieństwo horror lub w najlepszym razie namawiający do mściwości thriller (Sachs używa w swoich przykładach anachronicznych, współczesnych gatunków filmowych).
Samo pojęcie katharsis także nastręcza trudności. Arystoteles w Poetyce używa go jeszcze tylko raz, streszczając tragedię Eurypidesa w rozdziale siedemnastym (1455b). W tamtym kontekście oznacza ono oczyszczenie w sensie religijnym. W międzyczasie pojęcie to zostaje poniekąd zastąpione przez thaumaston (θαυμαστόν), tzn. „zadziwienie”. Pojawia się ono w rozdziale 9, gdzie Arystoteles łączy je z uczuciami litości i trwogi, oraz w rozdziałach 24-25, gdzie zadziwienie zostaje wyniesione do rangi celu sztuki poetyckiej, w szczególności tragedii.
W Polityce Arystoteles wspomina o oczyszczającej (katartycznej) mocy muzyki. Ta ostatnia wskazówka pozwala przypuszczać, że tragiczne katharsis jest zjawiskiem estetyczno-psychologicznym pozwalającym na odreagowanie napięcia. Natomiast według konkurencyjnej, nieaktualnej, ale historycznie ważnej interpretacji głoszonej przez Pierre’a Corneille’a i G. E. Lessinga Arystotelesowskie „oczyszczenie” trzeba rozumieć etycznie: dzięki tragedii uczymy się, jak być lepszymi ludźmi i jak powściągać nasze emocje. Istnieją zarazem przesłanki przemawiające za tym, że katharsis ulegają nie widzowie, tylko grający na scenie aktorzy.
Sachs podsumowuje rozważania dotyczące istoty tragedii w następujący sposób: (1) naśladuje działanie, (2) wzbudza litość i trwogę, (3) pokazuje obraz człowieka jako takiego, (4) kończy się zadziwieniem, (5) jest z natury piękna.

## Hamartia
Kolejnym newralgicznym i spornym pojęciem występującym w Poetyce jest hamartia. Pojawia się ono pięciokrotnie w dziele, przede wszystkim w rozdziale 13, i oznacza z grubsza błąd głównego bohatera utworu obracający jego szczęście w nieszczęście. Hamartia stanowi tym samym fabularny trzon tragedii. Dokładne zrozumienie tego konceptu jest więc niezbędne, jeżeli chcemy potraktować Poetykę jako poradnik sztuki poetyckiej. Jednak hamartia wiąże się także ściśle z definicją tragedii, gdyż przecież nie każdy błąd do tragedii doprowadzi. Przeniknięcie problematycznego pojęcia pozwoliłoby prawdopodobnie zrozumieć moralną funkcję sztuki w ujęciu Arystotelesa.
Badacze dziewiętnastowieczni odczytywali hamartię w wymiarze stricte moralnym rozumiejąc ją jako skazę na charakterze bohatera. Na początku dwudziestego wieku przyjęło się traktować ją jako wadę intelektualną, błąd popełniony wskutek posiadania złych informacji. Za pierwszą interpretacją przemawia pochodzący z Poetyki pogląd samego Arystotelesa, jakoby tragiczny bohater nie mógł być bez skazy. Zwolennicy konkurencyjnego rozumienia hamartii zwracają natomiast uwagę, że skaza na tyle poważna, by doprowadzić do nieszczęścia, oznaczałaby, iż bohater jest osobą z gruntu złą, a nieszczęście kogoś takiego nie wzbudziłoby u odbiorcy uczucia litości. W literaturze przedmiotu pojawiła się także opinia kompromisowa: każdy twórca tragedii musi odczytać hamartię po swojemu, dopasować ją do własnych potrzeb i upodobań.
Moralna interpretacja hamartii nie została bynajmniej całkowicie porzucona. Opowiada się za nią Hilde Vinje podpierając się szeregiem argumentów wynikających z całościowej analizy Poetyki. Chodzi tu przede wszystkim o etyczną wagę przywiązywaną do tragedii oraz o moralną przeciętność protagonisty w zaproponowanym przez Arystotelesa schemacie. Vinje nie wyklucza przy tym alternatywnej, intelektualnej interpretacji. Sięgnąwszy po Etykę nikomachejską przekonuje, że przecież ignorancja również zasługuje na moralną naganę. Jej wykładnia scala więc poniekąd oba tradycyjne odczytania hamartii:

Hamartia jest słabością charakteru bohatera tragicznego, która predysponuje go do popełnienia pomyłek podczas działań. (...) Słabość wykazywana przez protagonistę posiada znaczenie zarówno moralne, jak i intelektualne, gdyż moralna słabość charakteru wpływa na jego racjonalne zamiary.

## Poetykaw kulturze współczesnej
Poetyka (jej zaginiona druga księga o komedii) odgrywa ważną rolę w fabule powieści Umberto Eco pt. Imię róży.

### Literatura podmiotu
Rekonstrukcja tekstu oryginalnego: Aristotelis de arte poetica liber, pod red. Rudolfa Kassela, Oxford Classical Texts, Oxford, 1965
Wersja angielska: przekład Stephena Halliwella, Loeb Classical Library, tom 199, Cambridge MA i Londyn, 1995
Wersja niemiecka: przekład Manfreda Fuhrmanna, Reclams Universal-Bibliothek, Stuttgart, 1982 (1994)
Wersja francuska: przekład J. Hardy’ego, Collection Budé, Paryż 1932 (2002)
Wersja polska: przekład Henryka Podbielskiego, Zakład Narodowy im. Ossolińskich, Wrocław, 1989
Wersja norweska: przekład Øivinda Andersena, Vidarforlaget, Oslo, 2008

### Literatura przedmiotu
- Stephen Halliwell, Aristotle’s Poetics, University of Chicago Press, Chicago, 1998
- Joe Sachs, Aristotle: Poetics, Internet Encyclopedia of Philosophy, ISSN 2161-0002 [dostęp 2018-06-27] (ang.).